# 卡米亞涅 (羅基特涅區)
51°31′36″N 27°37′18″E / 51.52667°N 27.62167°E
卡米亞涅（烏克蘭語：Кам'яне），是烏克蘭西北部的村莊，隸屬里夫內州的薩爾內區。該村處於普拉夫河畔，始建於1540年，面積45.76平方公里，海拔高度156米，2001年人口1,344。